# Д’Альто, Тони
То́ни Энн Д’А́льто (англ. Toni Ann D'Alto), в девичестве — Фи́лити (англ. Filiti), в первом браке — Шоб (англ. Schaub; 5 мая 1964, Филадельфия, Пенсильвания, США — 26 августа 2012, США) — американская актриса.

## Биография
Тони Энн Филити родилась 5 мая 1964 года в Филадельфии (штат Пенсильвания, США) в семье астролога Жаклин Сталлоне (1921—2020) и её второго мужа Энтони Филити, которые поженились в 1958 году и развелись вскоре после рождения дочери. У Тони три  старших единоутробных брата-актёра от первого брака её матери с Фрэнком Сталлоне — Сильвестр Сталлоне (род.1946), Фрэнк Сталлоне-мл. (род.1950) и Томми Сталлоне.

## Карьера
В 1996 году Д’Альто сыграла роль миссис Белино в фильме «Назначение».

## Личная жизнь
В 1982—1989 годах была замужем за киномонтажёром Маркусом Шобом.
В 1991—2001 годах вторично вышла замуж за актёра Луиса Д’Альто (род. 1961). В браке с Д’Альто она родила своего единственного ребёнка — сына Эдмунда Д’Альто.

## Болезнь и смерть
В последние годы жизни Д’Альто страдала раком лёгких.
После того, как стало ясно, что лечение ей не помогает и её смерть неизбежна из-за метастазов в головной мозг, Д’Альто покинула «Ronald Reagan UCLA Medical Center» и переехала жить к своей матери Джеки Сталлоне.
Ночью в воскресенье 26 августа 2012 года 48-летняя Д’Альто скончалась — через месяц после скоропостижной смерти своего 36-летнего племянника Сейджа Сталлоне.

## Фильмография
| Год  |   | Русское название | Оригинальное название | Роль          |
| ---- | - | ---------------- | --------------------- | ------------- |
| 1996 | ф | Назначение       | The Appointment       | миссис Белино |